# 1782 في المملكة المتحدة
فيما يلي قوائم الأحداث التي وقعت خلال عام 1782 في المملكة المتحدة.

## سياسة

### تعيين في المنصب
- 27 مارس – تشارلز جيمس فوكس زعيم مجلس العموم [الإنجليزية]‏.
- 27 مارس – ماركيز روكنغهام رئيس وزراء المملكة المتحدة.
- 27 مارس – ويليام بيتي وزير الدولة للشؤون الداخلية [الإنجليزية]‏،زعيم مجلس اللوردات [الإنجليزية]‏، رئيس وزراء المملكة المتحدة.

### انتهاء فترة المنصب
- 22 مارس – فريديريك نورث رئيس وزراء المملكة المتحدة،مستشار الخزانة.
- 1 يوليو – ماركيز روكنغهام رئيس وزراء المملكة المتحدة.
- 5 يوليو – تشارلز جيمس فوكس زعيم مجلس العموم [الإنجليزية]‏.
- 10 يوليو – ويليام بيتي وزير الدولة للشؤون الداخلية [الإنجليزية]‏.

## مواليد

### يناير
- 1 يناير – إدوارد جورج هندرسون عالم نبات من المملكة المتحدة.

### يونيو
- 3 يونيو – تشارلز واترتون مستكشف من المملكة المتحدة.

### نوفمبر
- 1 نوفمبر – فريديريك روبنسون سياسي بريطاني.

## وفيات

### يناير
- 18 يناير – جون برينغل (مواليد 1707)

### يوليو
- 1 يوليو – ماركيز روكنغهام (مواليد 1730) سياسي من المملكة المتحدة.

### أغسطس
- 20 أغسطس – ألفريد أمير بريطانيا العظمى (مواليد 1780)